# 福岡県道58号椎田勝山線
福岡県道58号椎田勝山線（ふくおかけんどう58ごう しいだかつやません）は、福岡県築上郡築上町から京都郡みやこ町に至る県道（主要地方道）である。通称は椎勝線（しいかつせん）、防衛道路（ぼうえいどうろ）。

## 概要
築上郡築上町大字湊から京都郡みやこ町勝山大久保に至る。福岡県豊前市方面と田川市方面を短絡する主要地方道であるが、かつては築上町の市街地付近に幅員狭小の区間があり、この区間がボトルネックになって交通量は少なかった。しかし、2003年（平成15年）にこの区間を迂回するバイパスが開通し、全線片側1車線で整備された。バイパスの開通以降は交通量が増加傾向にあり、大型車の通行も多く見受けられる。
築上町とみやこ町の境界付近ではメタセコイアの生い茂る森と航空自衛隊築城基地の間を通っているので、地元では防衛道路とも呼ばれる。

### 路線データ
- 起点：福岡県築上郡築上町大字湊（椎田IC入口交差点、国道10号交点）
- 終点：福岡県京都郡みやこ町勝山大久保（みやこ町勝山新町交差点、国道201号交点）

## 歴史
- 1920年（大正9年）4月 - 福岡県道12号香春椎田線として認定。
- 1959年（昭和34年）4月1日
  - 福岡県道12号香春椎田線を廃止。
  - 福岡県道1号椎田勝山線として認定。
- 1973年（昭和48年）3月31日 - 福岡県道1号椎田勝山線から福岡主要地方道（県道）58号椎田勝山線として番号変更。
- 1993年（平成5年）5月11日 - 建設省から、県道椎田勝山線が椎田勝山線として主要地方道に指定される[1]。
- 2002年（平成14年）4月26日 - 新道の開通に伴い起点がこれまでの築上郡築上町大字高塚から築上郡築上町大字湊へ路線変更。

## 路線状況

### 別名
- 防衛道路

### 道路施設

#### 橋梁
- 築城大橋（城井川、築上郡築上町）
- 新祓郷橋（祓川、京都郡みやこ町）
- 松田橋（行橋市）
- 清地大橋（今川、行橋市）
- 大谷橋（大谷川、行橋市）
- 岩田橋（井尻川、行橋市）

#### トンネル
- 甲塚（かぶとづか）トンネル：延長22 m、1983年（昭和58年）竣工、京都郡みやこ町

## 地理

### 通過する自治体
- 築上郡築上町
- 京都郡みやこ町
- 行橋市
- 京都郡みやこ町

### 交差する道路
| 交差する道路                           | 市町村名 | 市町村名 | 交差する場所   | 交差する場所                  |
| -------------------------------------- | -------- | -------- | -------------- | ----------------------------- |
| 国道10号                               | 築上郡   | 築上町   | 大字湊         | 椎田IC入口交差点 / 起点       |
| 福岡県道231号黒平椎田線                | 築上郡   | 築上町   | 大字湊         | 築上町野添池交差点            |
| 福岡県道233号日出野椎田線              | 築上郡   | 築上町   | 大字坂本       | 坂本交差点                    |
| 福岡県道238号豊津椎田線                | 築上郡   | 築上町   | 大字越路       | 築上町越路交差点              |
| 福岡県道235号小山田東八田線            | 築上郡   | 築上町   | 大字築城       | 築上大橋東交差点              |
| 福岡県道237号寒田下別府線              | 築上郡   | 築上町   | 大字上別府     | 別府交差点                    |
| 福岡県道58号椎田勝山線 / 旧道          | 京都郡   | みやこ町 | 呰見（あざみ） |                               |
| 福岡県道243号節丸新田原停車場線        | 京都郡   | みやこ町 | 徳永           | 地蔵田交差点                  |
| E10 東九州自動車道 / 椎田道路 国道10号 | 京都郡   | みやこ町 | 徳永           | 徳永交差点 3 みやこ豊津IC     |
| 国道496号                              | 京都郡   | みやこ町 | 国作           | みやこ町八景山交差点          |
| 福岡県道34号行橋添田線                 | 行橋市   | 行橋市   | 大字天生田     | 清地大橋交差点                |
| 福岡県道251号天生田吉国線              | 行橋市   | 行橋市   | 大字天生田     | 行橋市天生田交差点            |
| 福岡県道252号大久保行橋線              | 行橋市   | 行橋市   | 大字上稗田     |                               |
| 福岡県道242号大久保犀川線              | 京都郡   | みやこ町 | 勝山大久保     |                               |
| 国道201号                              | 京都郡   | みやこ町 | 勝山大久保     | みやこ町勝山新町交差点 / 終点 |
| 旧道                                   |          |          |                |                               |
| 福岡県道58号椎田勝山線                 | 京都郡   | みやこ町 | 呰見           | 旧道起点                      |
| 福岡県道243号節丸新田原停車場線        | 京都郡   | みやこ町 | 呰見           |                               |
| 福岡県道243号節丸新田原停車場線        | 京都郡   | みやこ町 | 呰見           | 呰見交差点                    |
| 国道496号                              | 京都郡   | みやこ町 | 豊津           | 錦町交差点                    |
| 福岡県道34号行橋添田線                 | 行橋市   | 行橋市   | 大字天生田     | 天生田橋交差点 / 旧道終点     |

### 交差する鉄道
- 日豊本線
- 平成筑豊鉄道田川線

### 沿線
- 航空自衛隊築城基地（築上町・みやこ町）
- 築上町役場 築城支所（築上町）
- 今川（行橋市）
- 御所ヶ谷神籠石（行橋市・みやこ町）